# 스핀C 다양체
미분기하학에서 스핀C 다양체(spin多樣體, 영어: spinc manifold)는 그 직교 틀다발이 스핀C 군에 대한 주다발로의 올림을 갖춘 준 리만 다양체이다. 스핀C 구조는 자이베르그-위튼 방정식 등을 정의하기 위한 필요 조건이다.

## 정의
스핀C 구조(spinc structure)의 정의는 스핀 구조의 정의와 유사하지만, 스핀 군 대신 스핀C 군을 사용한다.
즉, {\displaystyle n}차원 가향 준 리만 다양체 {\displaystyle (M,g)} 위의 스핀C 구조(영어: spinc structure)는 다음 조건을 따르는 Spin(n)c-주다발 {\displaystyle \pi _{\operatorname {Spin^{c}} }\colon P_{\operatorname {Spin^{c}} }(M)\twoheadrightarrow M}과 주다발 사상 {\displaystyle p\colon P_{\operatorname {Spin^{c}} }(M)\to P_{\operatorname {SO} }(M)}으로 구성된다.
- {\displaystyle \pi _{\operatorname {SO} }\circ p=\pi _{\operatorname {Spin^{c}} }}
- 임의의 {\displaystyle x\in P_{\operatorname {Spin^{c}} }}, {\displaystyle h\in \operatorname {Spin^{c}} (n)}에 대하여 {\displaystyle p(x\cdot h)=p(x)\cdot \rho (h)}이다. (여기서 {\displaystyle \cdot }은 적절한 군의 작용이며, {\displaystyle \rho \colon \operatorname {Spin^{c}} (n)\twoheadrightarrow \operatorname {SO} (n)}은 군 준동형이다.) 즉 군의 작용은 {\displaystyle p}와 가환한다.

## 성질
매끄러운 다양체 {\displaystyle M} 위에 스핀C 구조가 존재할 필요 충분 조건은 3차 정수 슈티펠-휘트니 특성류
{\displaystyle W_{3}(M)=\beta w_{2}(M)\in \operatorname {H} ^{3}(M;\mathbb {Z} )}
가 0인지 여부이다. 여기서 {\displaystyle \beta }는 복시테인 준동형
{\displaystyle \beta \colon \operatorname {H} ^{2}(M;\mathbb {Z} /2)\to \operatorname {H} ^{3}(M;\mathbb {Z} )}
이다.

## 분류
만약 다양체 {\displaystyle M} 위에 스핀C 구조가 존재할 수 있다면, 가능한 스핀C 구조들의 공간은 {\displaystyle \operatorname {H} ^{2}(M;\mathbb {Z} )} 위의 아핀 공간이다.
이는 직관적으로 다음과 같이 해석할 수 있다. 아벨 군의 짧은 완전열
{\displaystyle 0\to \mathbb {Z} {\stackrel {\cdot 2}{\hookrightarrow }}\mathbb {Z} {\stackrel {+2\mathbb {Z} }{\twoheadrightarrow }}\mathbb {Z} /2\to 0}
을 생각하자. 이에 따라, 지그재그 보조정리를 사용하여 다음과 같은 긴 완전열이 존재한다.
{\displaystyle \dotsb \to \operatorname {H} ^{2}(M,\mathbb {Z} ){\xrightarrow {\cdot 2}}\operatorname {H} ^{2}(M;\mathbb {Z} ){\xrightarrow {\bmod {2}}}\operatorname {H} ^{2}(M;\mathbb {Z} /2){\xrightarrow {\beta }}\operatorname {H} ^{3}(M;\mathbb {Z} )\to \cdots }
여기서 {\displaystyle \beta }는 복시테인 준동형이다.
스핀C 구조는 원래 방해물(obstruction)에 막혀 스핀 구조를 이루지 못하는 구조를, 같은 방해물에 막혀 U(1) 주다발을 이루지 못하는 구조로 뒤틀어(twist) 만든 것이다. U(1) 주다발들은 그 천 특성류 {\displaystyle c_{2}\in H^{2}(M,\mathbb {Z} )}에 의하여 분류된다. 이는 위 긴 완전열에서 첫 {\displaystyle H^{2}(M,\mathbb {Z} )}에 해당하며, 이는 두 번째 {\displaystyle H^{2}(M,\mathbb {Z} )}에서 {\displaystyle \cdot 2}의 상에 해당한다. 반면, 방해물에 막힌 U(1) ‘주다발’은 두 번째 {\displaystyle H^{2}(M,\mathbb {Z} )}에서 {\displaystyle \cdot 2}의 상에 속하지 않은 원소들이다. 이 원소를 {\displaystyle \alpha \in H^{2}(M;\mathbb {Z} )}라고 하자. 스핀 구조의 방해물은 2차 슈티펠-휘트니 특성류 {\displaystyle w_{2}\in H^{2}(M;\mathbb {Z} /2)}이므로, 이 방해물이 U(1) ‘주다발’의 방해물 {\displaystyle \alpha }와 같으려면 {\displaystyle {\bmod {2}}}에 따른 {\displaystyle \alpha }의 상이 {\displaystyle w_{2}}이어야 한다. 완전열의 성질에 의하여, 이 조건은 {\displaystyle w_{2}}의 복시테인 준동형에 따른 상 {\displaystyle \beta w_{2}=W_{3}\in \operatorname {H} ^{3}(M,\mathbb {Z} )=0}인 조건과 동치이다.

## 예
다음과 같은 다양체들은 적어도 하나의 스핀C 구조를 갖는다.
- 모든 4차원 이하 콤팩트 유향 다양체는 스핀C 구조를 갖는다.
- 모든 개복소 다양체는 스핀C 구조를 갖는다. 이 경우 대응되는 복소수 선다발은 복소수 접다발 {\displaystyle \mathrm {T} ^{+}M}의 행렬식 선다발 {\displaystyle \textstyle \bigwedge ^{\dim _{\mathbb {C} }M}\mathrm {T} ^{+}M}이다.
- 모든 스핀 다양체는 스핀C 구조를 갖는다. 이 경우 대응되는 복소수 선다발은 자명한 다발이다.